# Hans Reichardt
Hans Reichardt (né le 2 avril 1908 à Altenbourg et mort le 4 avril 1991 à Berlin) est un mathématicien allemand qui a travaillé en théorie des nombres, histoire des mathématiques et géométrie différentielle.

## Biographie
Reichardt fréquente le lycée humaniste d'Altenburg et étudie à partir de 1926 les mathématiques, la physique et la philosophie dans les universités de Iéna, Königsberg, à l'Université Humboldt de Berlin (à partir de 1928, en particulier avec Issai Schur, où il a suivi son cours de théorie algébrique des nombres), Hambourg (avec Erich Hecke et Emil Artin) et à l'université de Marbourg. En 1932, il obtient son doctorat sous la direction de Helmut Hasse à Marburg (titre de sa thèse :Arithmetische Theorie der kubischen Körper als Radikalkörper),. En 1933, il adhère au NSDAP. En 1934, il passe son diplôme d'enseignant et devient assistant de Carl Ludwig Siegel à l'Université de Francfort et en 1935 de Friedrich Karl Schmidt à Iéna. En 1937, il est à l'université de Leipzig pour des recherches auprès de Bartel Leendert van der Waerden ;  il y termine son habilitation en 1939 (titre de l'habilitation : Über die diophantische Gleichung {\displaystyle ax+bx^{2}y^{2}+cy=ez^{2}}) et devient  dozent en 1940. Pendant la guerre, il travaille chez Telefunken à Berlin à partir de 1943. Après la guerre, il séjourne en Union soviétique, de 1946 à 1952, où il travaille sur les problèmes de technologie des missiles sur l'île de Gorodomlja (aujourd'hui la colonie de Solnetschny) dans le lac Seliger (source de la Volga). À partir de 1952, il est de retour en Allemagne et est professeur à l'Université Humboldt de Berlin, à partir de 1955 directeur de son institut de mathématiques. À partir de 1959, il est directeur de l'Institut de mathématiques pures de l'Académie allemande des sciences de Berlin, où il dirige le groupe de recherche sur la théorie des nombres. En 1973, prend sa retraite.
Reichardt a de nombreux étudiants à Berlin, avec comme doctorants Helmut Boseck, Helmut Koch, Rolf Sulanke et Manfred Peschel. En 1962, il est membre correspondant et en 1964 membre titulaire de l'Académie allemande des sciences de Berlin et en 1962 membre de la Leopoldina. En 1961 et 1966, il reçoit le prix national de la République démocratique allemande pour la science et la technologie. En 1960, il reçoit l'Ordre patriotique du mérite en bronze. Il était membre du comité de rédaction du Journal für die reine und angewandte Mathematik.
Reichardt est l'un des initiateurs des Olympiades de mathématiques en RDA au début des années 1960 et, avec Heinrich Grell, de la création du lycée "Heinrich Hertz" de Berlin, spécialisé en mathématiques et en physique. 

## Travaux
Dans les années 1930, il travaille, entre autres, sur la théorie de Galois inverse en théorie algébrique des nombres (il démontre la solvabilité p-groupe dans le cas d'un nombre premier impair p (résultat démontré également et indépendamment par Arnold Scholz). Le travail est poursuivi dans les années 1950 par Dimitri Faddeev et Igor Chafarevitch en Russie, et en Allemagne dans les années 1970 par Jürgen Neukirch. Reichardt travaille également sur l'arithmétique des courbes elliptiques et montre en 1942 que le principe local-global de Hasse ne s'applique pas aux courbes elliptiques en général : il donne le contre-exemple d'une courbe elliptique qui n'a pas de solution rationnelle, mais des solutions p-adiques et réelles. Après la guerre, il s'est tourné de plus en plus vers la géométrie différentielle et, à partir des années 1970, vers l'histoire des mathématiques, en particulier vers Carl Friedrich Gauss, dont il rédige également la notice dans l'Encyclopædia Britannica 1974.

## Publications (sélection)
- avec Wilhelm Blaschke, Einführung in die Differentialgeometrie, Springer Grundlehren der mathematischen Wissenschaften, 1960, 2e éd..
- Vorlesungen über Vektor- und Tensorrechnung, Berlin, Deutscher Verlag der Wissenschaften, coll. « Hochschulbücher für Mathematik » (no 34), 1957, 2e éd..
- avec Johannes Böhm (éditeurs), Gaußsche Flächentheorie, Riemannsche Räume und Minkowski-Welt, Teubner, coll. « Teubner-Archiv zur Mathematik », 1985.
- (éditeur), Nachrufe auf Berliner Mathematiker des 19. Jahrhunderts, Teubner, coll. « Teubner-Archiv zur Mathematik », 1989. — Biographies de Carl Gustav Jacobi, Ernst Eduard Kummer, Peter Gustav Lejeune Dirichlet, Karl Weierstraß, Leopold Kronecker.